# Port Mulberry
Portul Mulberry a fost un tip de construcție marină temporară dezvoltată în Regatul Unit în timpul celui de-al doilea Război Mondial, conceput să fie folosit pentru descărcarea rapidă a vaselor de transport în apropierea plajelor în timpul debarcării din Normandia. 

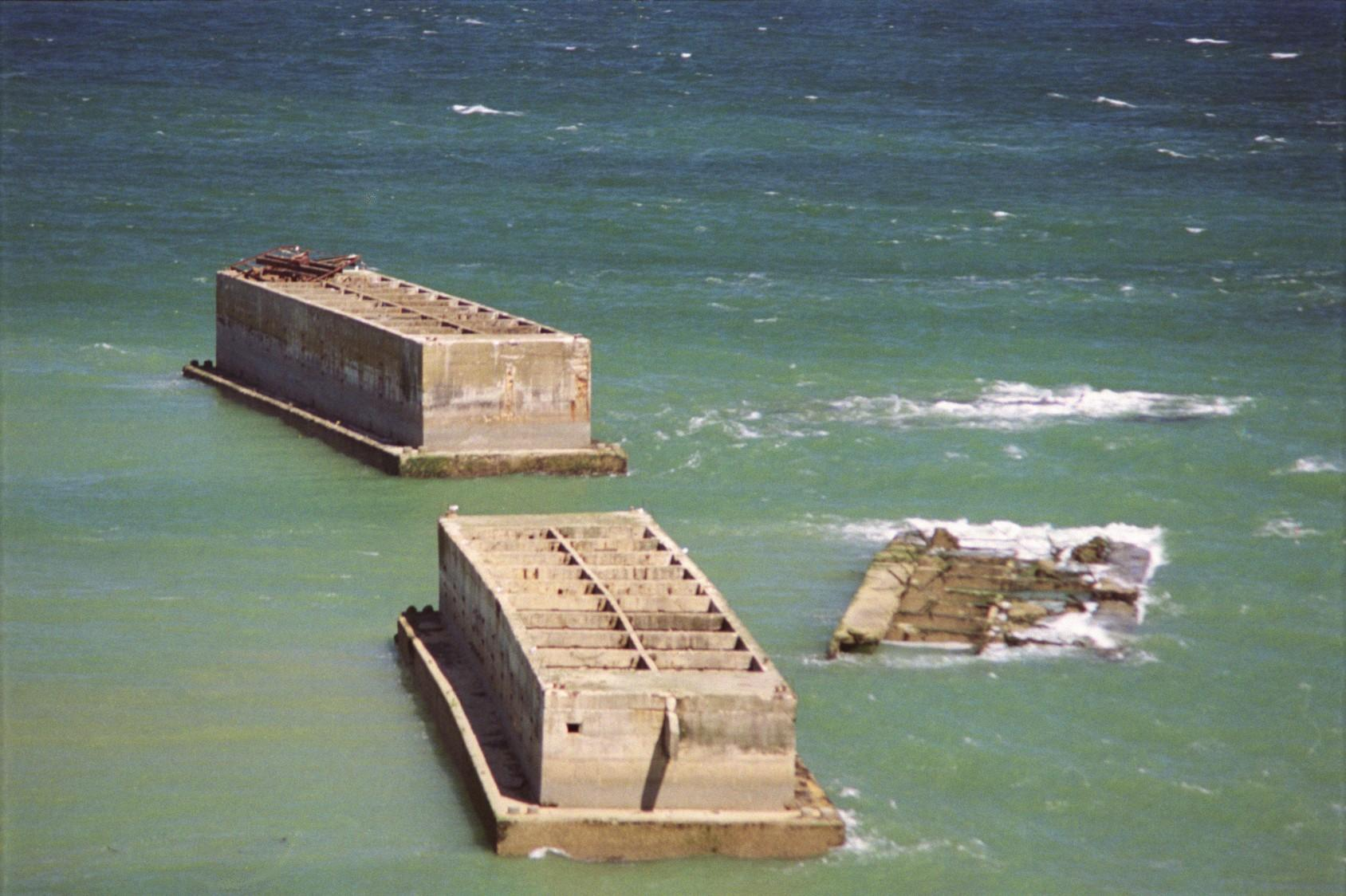
O pereche de diguri de larg „Phoenix” la Arromanches-les-Bains

Părțile componente a două porturi prefabricate au fost transportate peste Canalul Mânecii din sudul Angliei și ansamblate în dreptul plajelor Normandiei ca parte a debarcărilor din Ziua Z

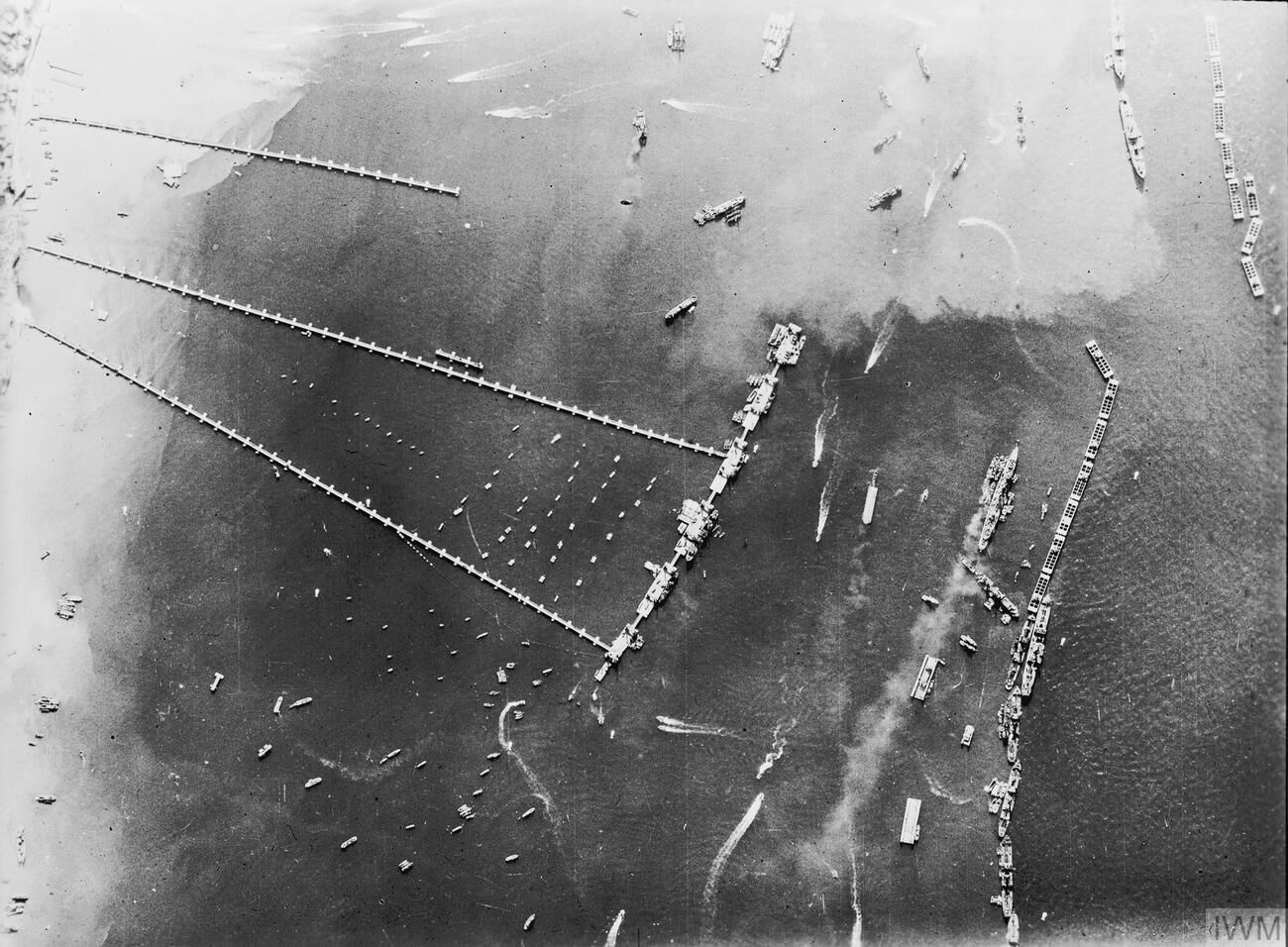
Fotografie aeriană a portului Mulberry „B” (27 octombrie 1944)

## Contextul istoric
Raidul de la Dieppe din 1942 a demonstrat că Aliații se pot baza pe capacitatea primelor valuri de debarcare de cucerire a unui port din nordul Franței. Problema consta în aceea că navele oceanice folosite pentru transportul proviziilor grele și voluminoase aveau nevoie de dane cu ape suficient de adânci și macarale portuare pentru descărcare. Asemenea condiții nu erau asigurate decât de porturile franceze deja ocupate și puternic apărate de germani. Soluția găsită a fost aceea a construirii unor porturi prefabricate, care să asigure descărcarea a tone de provizii, a mii de oameni și vehicule necesare susținerii debarcării din Normandia și a înaintării forțelor aliate în interiorul țării. Au fost proiectate și executate toate părțile componenente ale unui port – diguri de larg, dane, căi de acces auto, etc. 

### Proiectarea
Numele celui care a avut primul ideea construirii unui port Mulberry este o chestiune disputată. Printre cei care sunt menționați în legătură cu aceasta se numără inginereul galez Hugh Iorys Hughes, profesorul J. D. Bernal și viceamiralul John Hughes-Hallett.
Hughes-Hallett a declarat în timpul unei întâlniri de analiză a eșecului raidului de la Dieppe că forțele aliate nu au nicio șansă să cucerească un port și că forțele de invazie trebuie pur și simplu să își care propriul port peste apele Canalului Mânecii. Afirmațiile viceamiralului au fost luate în derâdere în acel moment, dar, într-o întâlnire de mai târziu, premierul britanic Winston Churchill a declarat că în 1917 și el s-a gândit la o soluție asemănătoare în timpul primei conflagrații mondiale. El apreciase că anumite insule germane puteau fi folosite pentru organizarea unor porturi temporare prin scufundarea unor vapoare în fața plajelor. Conceptul porturilor Mulberry a început să prindă cu adevărat contur după transferul lui Hughes-Hallett în cadrul grupului de planificare din cadrul Marelui Stat Major al Flotei pentru debarcarea din Normandia. 
A fost programat un test pentru cele trei modele care au fost selectate în final, teste care s-au desfășurat la Garlieston, Wigtownshire. Hugh Iorys Hughes dezvoltase dana „Hippo” și podul „Crocodile” la Conwy Morfa, folosind 1.000 de lucrători pentru construirea prototipurilor. „Swiss Roll” al lui Hamilton era un pod plutitor fabricat din pânză groasă impermeabilizată montată pe o structură metalică, tensionată cu cabluri. Maiorul de geniu  Allan Beckett a proiectat un sistem de tabliere flexibile suspendate pe pontoane plutitoare. Testele au scos la iveală mai multe probleme. De exemplu,  „Swiss Roll” supota doar greutatea  camioanelor de 7 t în condițiile unei mări agitate. Alegerea finală a fost luată după evaluarea comportării modelelor pe timp de furtună. „Hippos” a fost avariat grav, ceea ce a dus la ruperea deschiderilor de pod ale „Crocodile”, iar „Swiss Roll” a fost rupt de valuri. Tablierele plutitoare proiectate de Beckett, botezate mai apoi cu numele de cod Whale, au rezistat fără probleme majore în condiții de furtună. Churchill a ordonat construirea a 10 mile (16 km) de tabliere Whale, comanda fiind dusă la îndeplinire sub comanda lui J. D. Bernal și a generalului Bruce White. 
Porturile propriu-zise urmau să fie formate din chesoane uriașe, care urmau să devină  diguri de larg și docuri, și structuri de legătură, care trebuiau să asigure drumurile de acces. Chesoanele au fost construite în diferite locații, în principal în șantiere navale, fiind implicate mai multe firme – Balfour Beatty, Costain, Nuttall, Henry Boot, Sir Robert McAlpine și Peter Lind & Company, care activează și în zilele noastre, dar și firme care au dispărut – Cubitts, Holloway Brothers,  Mowlem și Taylor Woodrow. După finalizare, chesoanele urmau să fie transportate cu ajutorul remorcherelor până în largul plajelor Normandiei cu o viteză de 4,3 noduri, adică 8km/h. 

### Punerea în funcțiune

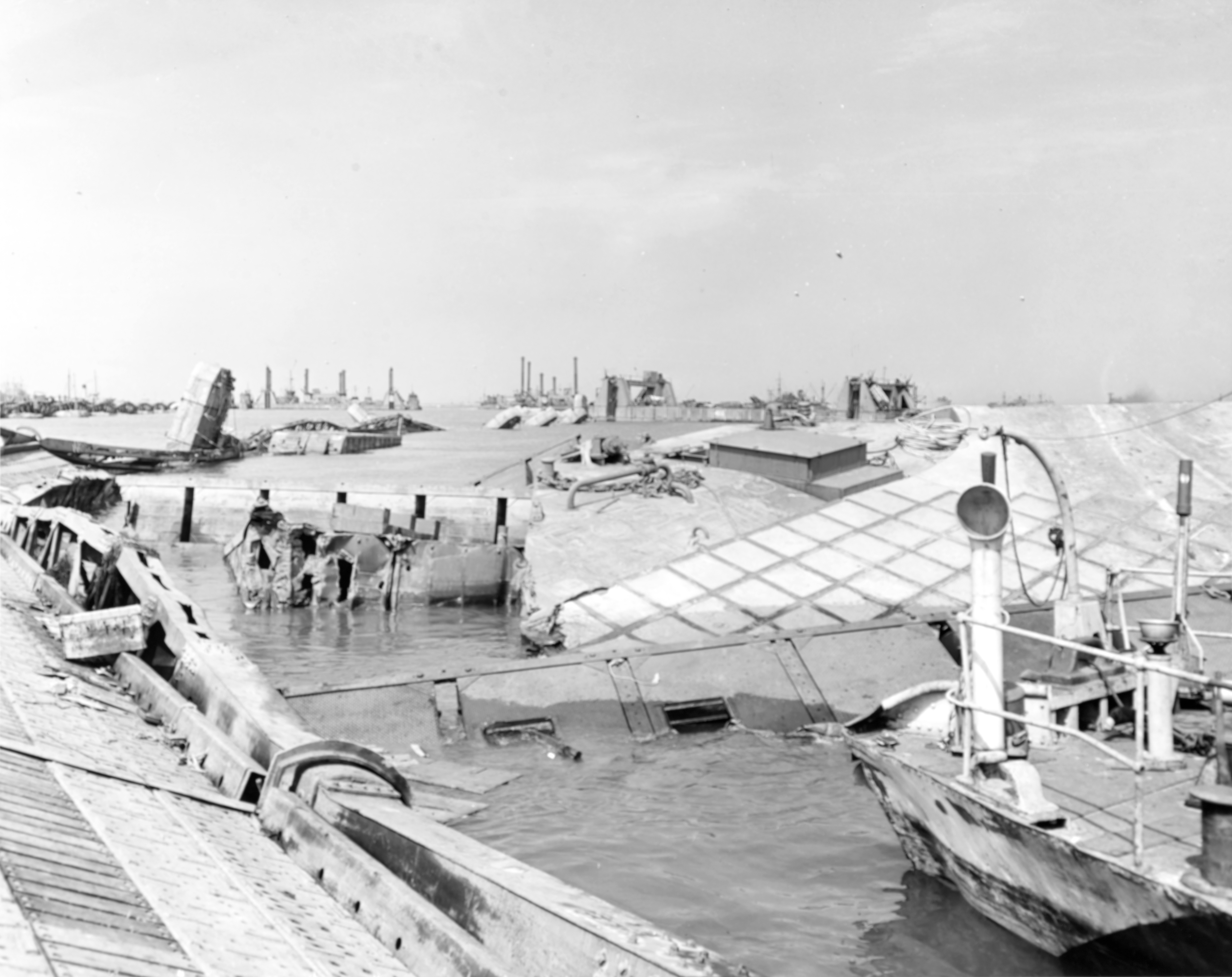
Ponton al unui port „Mulberry” distrus în urma furtunii din 19–22 iunie 1944.

Până pe  9 iunie, la doar trei zile după Ziua Z, două porturi artificiale cu numele de cod „Mulberry A” și „Mulberry B” au fost construite pe Plaja Omaha și respectiv la  Arromanches. O furtună violentă de pe 19 iunie a distrus portul american de la Omaha, singura construcție de acest gen rămasă funcțională fiind portul britanic. Și acesta a suferit daune – drumul de acces apusean format dintr-un „Swiss Roll” a fost distrus. Portul „B” de la Arromanches rămas funcțional a fost boteza Port Winston. Dacă portul „A” a fost distrus de valuri mai repede decât s-ar fi așteptat constructorii săi, Port Winston a continuat să fie folosit la capacitate maximă pentru următoarele 8 luni, deși fusese proiectat numai pentru o utilizare de 90 de zile. portul a fost folosit pentru debarcarea a 2,5 milioane de soldați, a 500.000 de vehicule și a 4 milioane de tone de provizii necesare susținerii luptelor din Franța In response to this longer than planned use the Phoenix breakwater was reinforced with the addition of extra specially strengthened caisson.
Geniștii britanici au construit două porturi Mulberry din 600.000 de tone de beton, cu 33 de dane și 15 km de drumuri plutitoare, pentru debarcarea personalului și materialelor. Port Winston este considerat unul dintre cele mai bune exemple de lucrări genistice. Resturi ale acestei construcții mai sunt vizibile și azi în dreptul plajelor de la Arromanches. 

## Elementele porturilor și numele de cod ale acestora
Porturile artificiale au fost formate dintr-o serie de elemente care au primit diferite nume de cod militare. 

### Corn cob
„Corn cob (coceanul de porumb)” au fost nave ce urmau să fie sabordat în dreptul a cinci plaje de debarcare. Acestea au traversat Canalul Mânecii prin forțe proprii sau  remorcate, după care au fost scufundate controlat pentru crearea unor diguri de protecție. Odată plasate pe poziții, „Corn Cobs” au creat „Gooseberries (agrișe)”. Au fost folosite următoarele vase:
- Plaja Utah (Gooseberry 1): Benjamin Contee, David O. Saylor, George S. Wasson, Matt W. Ransom,[8] West Cheswald, West Honaker, West Nohno, Willis A. Slater, Victory Sword și Vitruvius.
- Plaja Omaha (Gooseberry 2): Artemas Ward,[8] Audacious, Baialoide, Centurion, Courageous, Flight-Command, Galveston, George W. Childs, James W. Marshall, James Iredell,[8] Olambala, Potter, West Grama și Wilscox.
- Plaja Gold (Gooseberry 3):  Alynbank, Alghios Spyridon, Elswick Park, Flowergate, Giorgios P., Ingman, Innerton, Lynghaug, Modlin, Njegos, Parkhaven, Parklaan, Saltersgate, Sirehei, Vinlake și Winha.
- Plaja Juno (Gooseberry 4): Belgique, Bendoran, Empire Bunting, Empire Flamingo, Empire Moorhen, Empire Waterhen, Formigny, Manchester Spinner, Mariposa, Panos și Vera Radcliffe.
- Plaja Sword (Gooseberry 5): Becheville, Courbet, 'Dover Hill, Durban, Empire Defiance, Empire Tamar, Empire Tana, Forbin și Sumatra.

### Gooseberry
Radele portuare au fost create cu ajutorul vaselor scufundate „Corn Cob”. Două dintre digurile „Gooseberry (agrișă)” au avut fost conectate cu porturile artificiale „Mulberry”, devenind parte integrantă a acestora din urmă.

### Mulberry

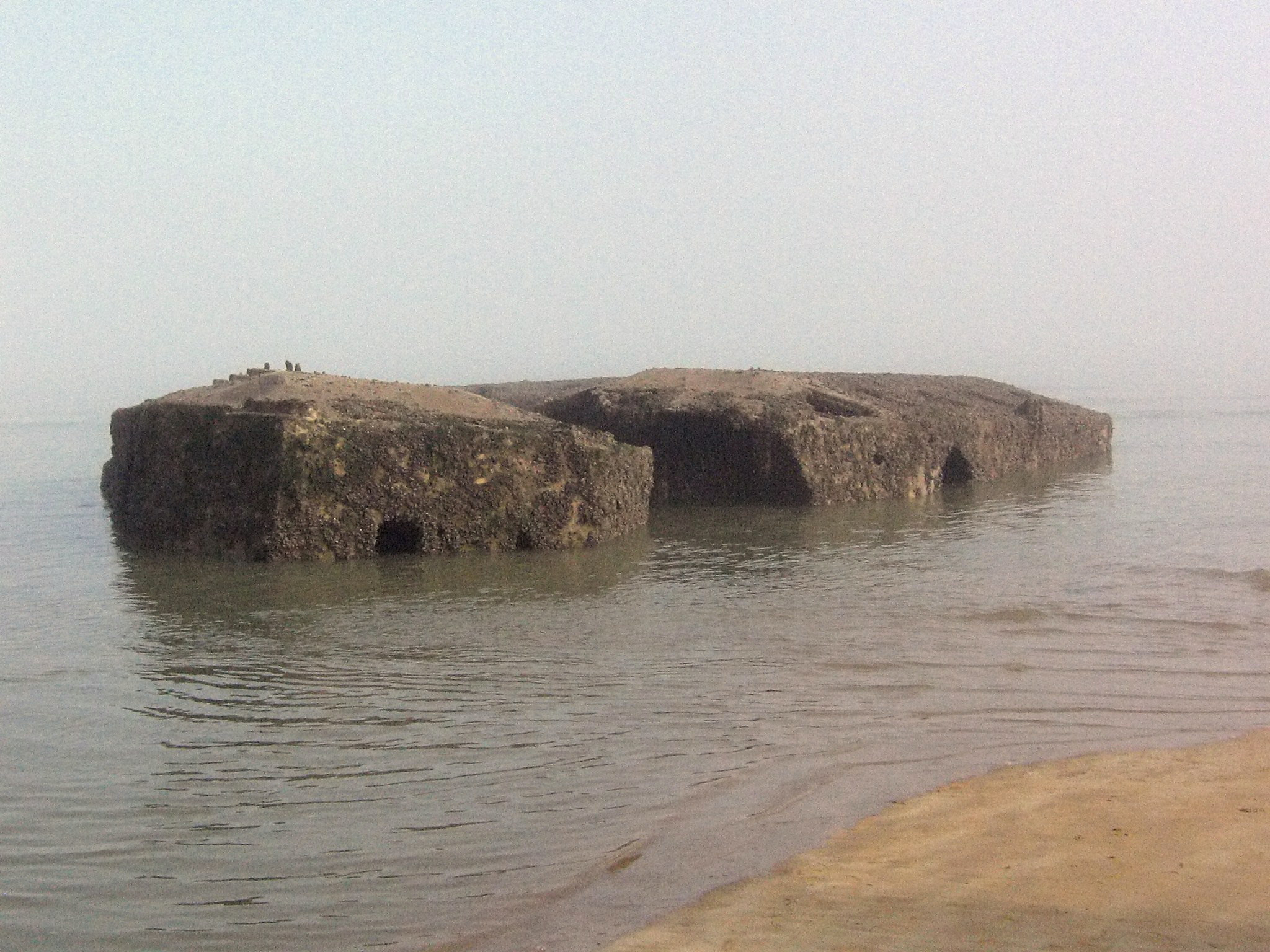
Resturi ale portuluil Mulberry construit după cucerirea plajei Gold în Ziua Z

„Mulberry (dudă)” a fost numele de cod al porturilor artificiale. Acestea au fost dezvoltate pe structura creată de vase scufundate Gooseberry. Au fost construite două porturi Mulberry – „A” și „B”. Porturile Mulberry erau formate din diguri de larg plutitoare „Bombardon”, din diguri de larg statice  „Gooseberry” și din chesoane din beton armat "Phoenix", drumuri de acces din tabliere plutitoare „Whale” și capete chei „Spud”.  Aceste porturi artificiale aveau dimensiunile aproape egale cu cele ale portului Dover.

#### Mulberry "A"
Portul Mulberry montat în largul plajei Omaha la Saint-Laurent-sur-Mer era destinat forțelor de invazie americane.  Mulberry "A" nu a fost ancorat corespunzător de fundul mării, ceea ce a făcut ca furtuna de la sfârșitul lunii iunie 1944 să îl distrugă. 

#### Mulberry "B"
Mulberry "B" montat în largul plajei Gold la Arromanches-les-Bains era destinat forțelor de invazie britanice și canadiene. A fost folosit timp de 6 luni, după ce forțele aliate au reușit să cucerească portul Antwerp, folosit după acest moment pentru tranzitul trupelor și proviziilor. 

### Golden Arrow
„Arrow” era numele de cod al portului de la Arromanches, iar „Golden” făcea referință la sectorul plajei Gold.

### Bombardon
Digurile de larg plutitoare fabricate din oțel au fost ancorate în fața principalelor diguri „Gooseberry” (nave scufundate) și „Phoenix” (chesoane din beton). În timpul marilor furtuni de la sfârșitul lunii iunie, unele diguri Bombardon s-au rupt din ancore. Unele s-au scufundat, altele au plutit în derivă, provocând mai mari distrugeri decât valurile. Proiectul „Bombardon” fusese responsabilitatea Royal Navy, iar proiectul restului portului Mulberry căzuse în sarcina geniștilor britanice. 

### Phoenix

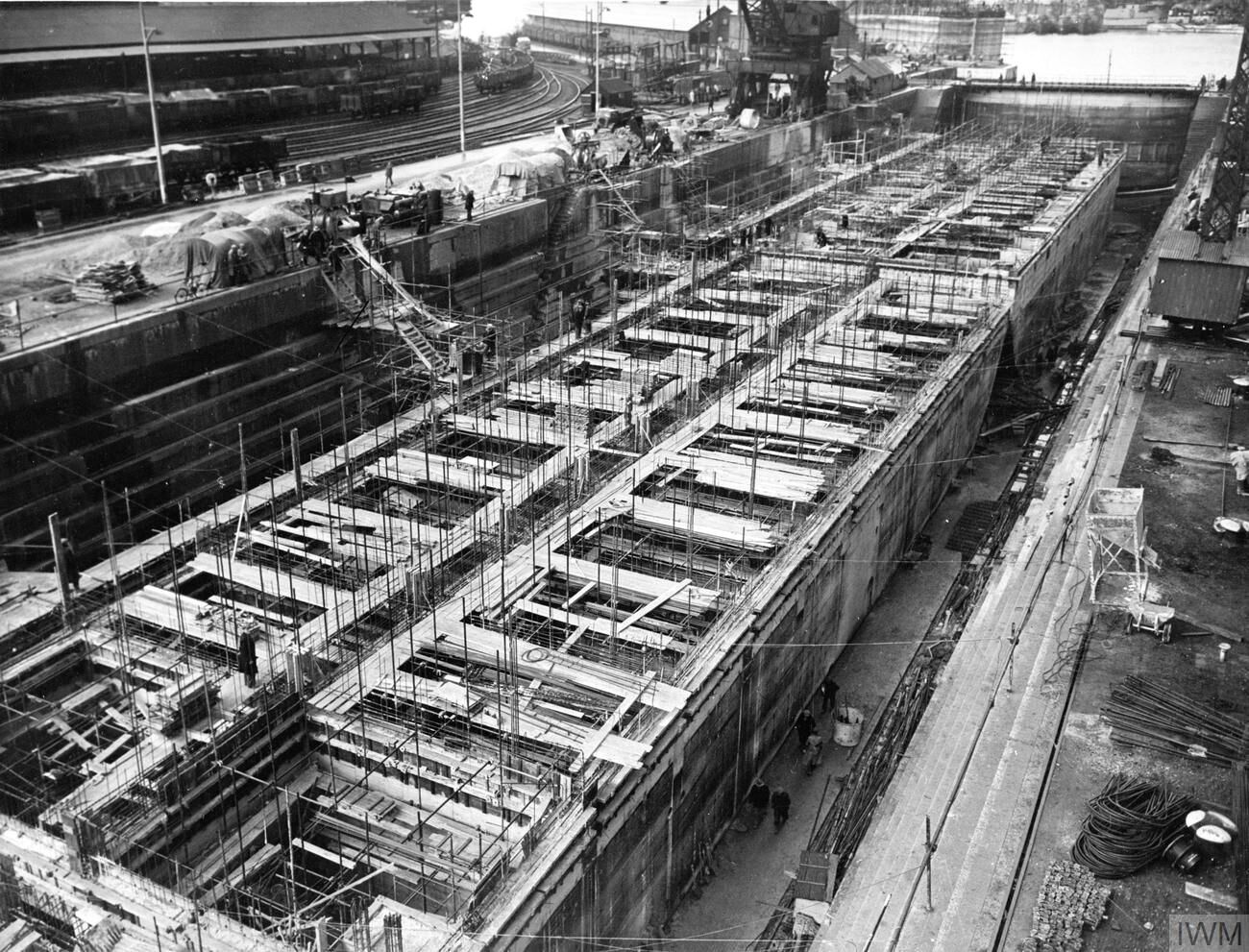
Cheson Phoenix, Weymouth 1944

Chesoanele din beton armat au fost construite de contractori civili, au fost remorcate și scufundate în apele Capului Dungeness și a localității Pagham. Geniștii nu au mai reușit însă să chesoanele Phoenix. Căpitanul american Edward Ellsberg, care devenise cunoscut pentru ranfluarea vaselor sabordate la Massawa și Oran, dar nu înainte ca Churchill să intervină pentru desemnarea Royal Navy ca responsablă pentru acțiune. După ranfluare, chesoanele au fost remorcate prin Canalul Mânecii pentru ca să formeze digurile împreună cu vasele scufundate „Gooseberry”.

### Whale

Un drum plutitor Whale dintre rampa de descărcare și portul Mulberry A în dreptul plajei Omaha

Tablierele plutiotare ale drumului de acces care lega capul de chei „Spud” cu docurile au primit numele de cod „Whale (balenă)”. Drumurile erau alcătouite din tabliere rezistente la torsiune lungi de 80 picioare (aprox. 25 m) montate pe pontoane din oțel sau beton cu numele de cod „Beetles”. După încheierea războiului, numeroase tabliere Whale au fost folosite pentru repararea podurilor distruse în lupte în Franța, Belgia și Olanda. Aceste unități plutitoare mai sunt încă vizibile pe râul Meuse în Vacherauville (Meuse), pe Râul Mosela pe drumul D56 între Cattenom și Kœnigsmacker (Moselle) și în Vierville-sur-Mer (Calvados) pe drumul D517.

### Capetele chei Spud
Capetele de chei „Spud (cazma)” erau destinate descărcării vapoarelor. Fiecare dintre acestea era un ponton cu patru picioare bine înfipte în nisipul fundului de mare. Platforma pontonului putea să ridicată sau coborâtă, funcție de înălțimea apelor în timpul fluxului și refluxului. 

### Beetle

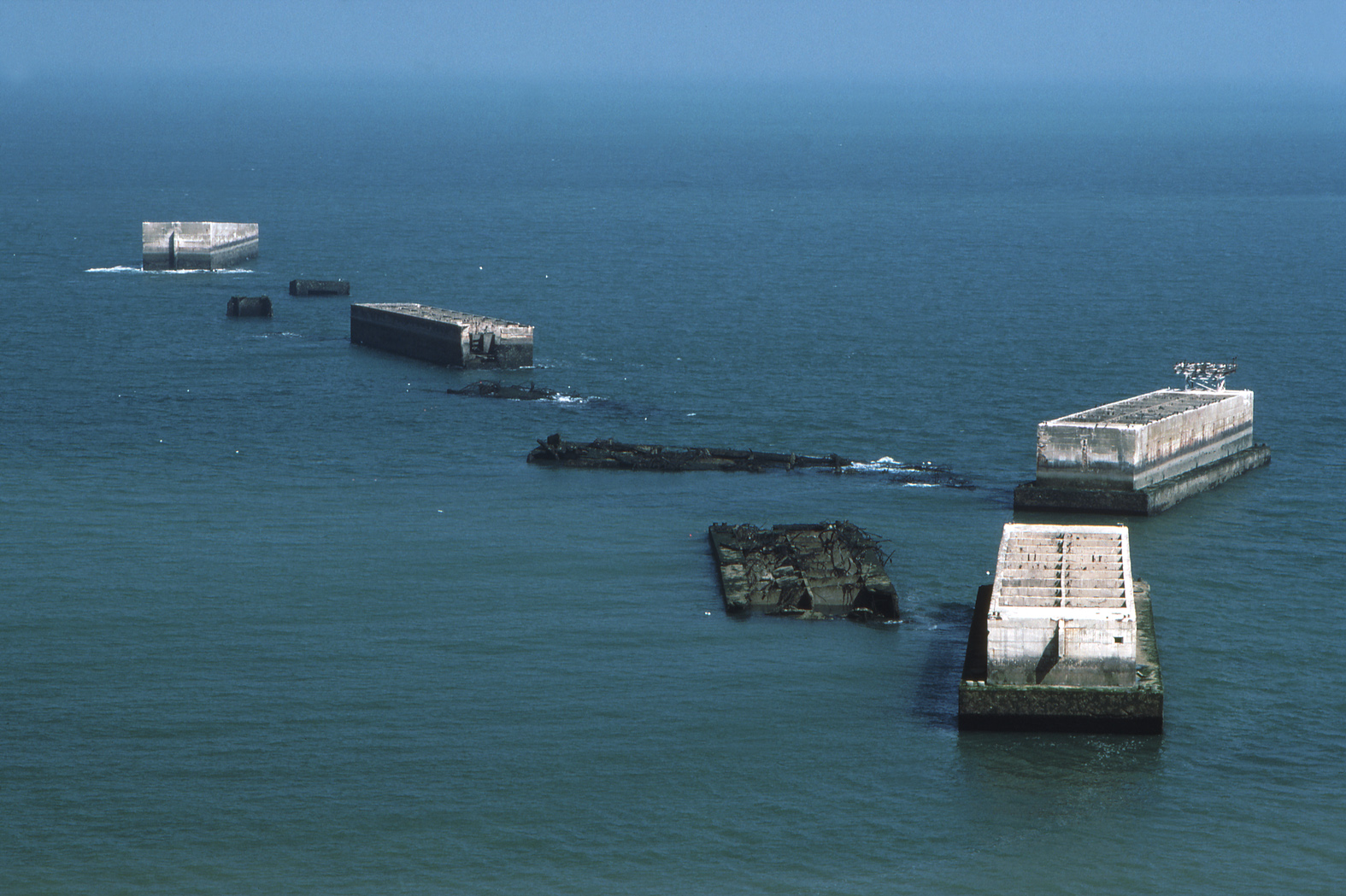
Resturile portulu artificial de la Arromanches

„Beetle (cărăbuș)” era numele de cod al pontoanelor pe care se sprijineau „Whale”. Era erau ancorate cu cabluri legate de ancore plug „Kite” proiectate de Allan Beckett. Aceste ancore aveau o capacitate de ancorare atât de mare încât îndepărtarea lor la sfârșitul războiului s-a dovedit o misune foarte grea. Royal Navy nu a avut încredere în capacitatea de ancorare a „Kite” și de aceea nu a folosit-o pentru imobilizarea cheilor Bombardon. În zilele noastre, ancora plug este folosită de numeroase vapoare civile sau comerciale. 

## Echivalentul german al portului Mulberry
În perioada de pregătire a operațiunii Leul de Mare, Germania a produs câteva prototipuri de platforme pontoane care urmau să servească drept porturi temporare. Unele dintre ele au putut fi văzute în Alderney până în 1978, când au fost dezafectate.

## Jocul de cuvinte încrucișate din Daily Telegraph
„Mulberry” și numele de cod ale plajelor de debarcare au apărut în careurile de cuvinte încrucișate  din ziarul Daily Telegraph cu o lună mai înainte de declanșarea debarcării din Normandia. Autorul careurilor, Leonard Dawe a fost cercetat de MI5, care a pus concluzia finală că apariția cuvintelor a fost o întâmplare. Jumătate de secol mai târziu, un fost student a dezvăluit că autorul cerea deseori elevilor săi, unii dintre ei fiind copii care trăiau în zonele frecventate de personalul militar al SUA.

## Misiunile de acoperire
Mai multe subunități ale așa-numitei  „Armate fantomă” au fost trimise în Normandia la două săptămâni după Ziua Z pentru ca să monteze un fals port Mulberry. Acesta trebuia să îi inducă în eroare pe germani care ar fi trebuit să își direcționeze focul de artilerie spre portul fals, instalațiile reale Mulberri fiind astfel scutite de distrugeri.

## Vedeți și
- Operațiunea Pluto
- Ziua Z

## Resurse internet
- Porturile Mulberry
- Raport contemporan al SHAEF
- Vedere din satelit Google Maps
- Fotografie aeriană a portului Mulberry de la Arromanches
- Franklin D. Roosevelt Library Records regarding Construction and Operation of Mulberry B for the Normandy Invasion, Dwight D. Eisenhower Presidential Library
- "A Harbour Built From Scratch," Invention and Technology, Vol. 20, Issue 1 Arhivat în 3 decembrie 2007, la Wayback Machine.
- Papers of Alfred B. Stanford, deputy naval commander of Mulberry A, Dwight D. Eisenhower Presidential Library
- Thames Tugs. Mulberry Harbour
- U.S. Navy Department Library Miracle harbor Arhivat în 28 ianuarie 2012, la Wayback Machine. Fotografii ale portului Mulberry
- Beckett Rankine Mulberry Archive Arhivat în 4 iulie 2014, la Wayback Machine.
- Fotografie aeriană a portului Mulberry